# Grand Prix Bahrajnu 2007
Wyniki Grand Prix Bahrajnu, trzeciej rundy Mistrzostw Świata Formuły 1 w sezonie 2007.

## Wyniki

### Sesje treningowe
| Sesja | Nr | Kierowca       | Konstruktor      | Czas     | Okr. |
| ----- | -- | -------------- | ---------------- | -------- | ---- |
| 1     | 6  | Kimi Räikkönen | Ferrari          | 1:33.162 | 21   |
| 2     | 6  | Kimi Räikkönen | Ferrari          | 1:33.527 | 33   |
| 3     | 2  | Lewis Hamilton | McLaren-Mercedes | 1:32.543 | 12   |

### Kwalifikacje
| Poz. | Nr | Kierowca             | Konstruktor        | Opony | Q1       | Q2       | Q3       |
| --- | --- | -------------------- | ------------------ | ----- | -------- | -------- | -------- |
| 1 | 5 | Felipe Massa         | Ferrari            | B     | 1:32,443 | 1:31,359 | 1:32,652 |
| 2 | 2 | Lewis Hamilton       | McLaren-Mercedes   | B     | 1:32,580 | 1:31,732 | 1:32,935 |
| 3 | 6 | Kimi Räikkönen       | Ferrari            | B     | 1:33,161 | 1:31,812 | 1:33,131 |
| 4 | 1 | Fernando Alonso      | McLaren-Mercedes   | B     | 1:33,049 | 1:32,214 | 1:33,192 |
| 5 | 9 | Nick Heidfeld        | BMW Sauber         | B     | 1:33,164 | 1:32,154 | 1:33,404 |
| 6 | 10 | Robert Kubica        | BMW Sauber         | B     | 1:33,348 | 1:32,292 | 1:33,710 |
| 7 | 3 | Giancarlo Fisichella | Renault            | B     | 1:33,556 | 1:32,889 | 1:34,056 |
| 8 | 15 | Mark Webber          | Red Bull-Renault   | B     | 1:33,496 | 1:32,808 | 1:34,106 |
| 9 | 12 | Jarno Trulli         | Toyota             | B     | 1:33,218 | 1:32,429 | 1:34,154 |
| 10 | 16 | Nico Rosberg         | Williams-Toyota    | B     | 1:33,349 | 1:32,815 | 1:34,399 |
| 11 | 17 | Alexander Wurz       | Williams-Toyota    | B     | 1:33,759 | 1:32,915 |          |
| 12 | 4 | Heikki Kovalainen    | Renault            | B     | 1:33,467 | 1:32,935 |          |
| 13 | 23 | Anthony Davidson     | Super Aguri-Honda  | B     | 1:33,299 | 1:33,082 |          |
| 14 | 11 | Ralf Schumacher      | Toyota             | B     | 1:33,923 | 1:33,294 |          |
| 15 | 8 | Rubens Barrichello   | Honda              | B     | 1:33,776 | 1:33,624 |          |
| 16 | 7 | Jenson Button        | Honda              | B     | 1:33,967 | 1:33,731 |          |
| 17 | 22 | Takuma Satō          | Super Aguri-Honda  | B     | 1:33,984 |          |          |
| 18 | 18 | Vitantonio Liuzzi    | Toro Rosso-Ferrari | B     | 1:34,024 |          |          |
| 19 | 19 | Scott Speed          | Toro Rosso-Ferrari | B     | 1:34,333 |          |          |
| 20 | 20 | Adrian Sutil         | Spyker-Ferrari     | B     | 1:35,280 |          |          |
| 21 | 14 | David Coulthard      | Red Bull-Renault   | B     | 1:35,341 |          |          |
| 22 | 21 | Christijan Albers    | Spyker-Ferrari     | B     | 1:35,533 |          |          |
| Poz. | Nr | Kierowca             | Konstruktor        | Opony | Q1       | Q2       | Q3       |
| \| Legenda \| Legenda \| \| ---------------- \| -------------------------------------------------------------------------------------------------------------------------------------------------------------------------------------------------------- \| \| Poz. Nr Q1 Q2 Q3 \| Pozycja zajęta w sesji kwalifikacyjnej Numer startowy kierowcy Wynik uzyskany w pierwszej części kwalifikacji Wynik uzyskany w drugiej części kwalifikacji Wynik uzyskany w trzeciej części kwalifikacji \| | |                      |                    |       |          |          |          |
| Legenda | |                      |                    |       |          |          |          |
| Poz. Nr Q1 Q2 Q3 | Pozycja zajęta w sesji kwalifikacyjnej Numer startowy kierowcy Wynik uzyskany w pierwszej części kwalifikacji Wynik uzyskany w drugiej części kwalifikacji Wynik uzyskany w trzeciej części kwalifikacji |                      |                    |       |          |          |          |

### Wyścig

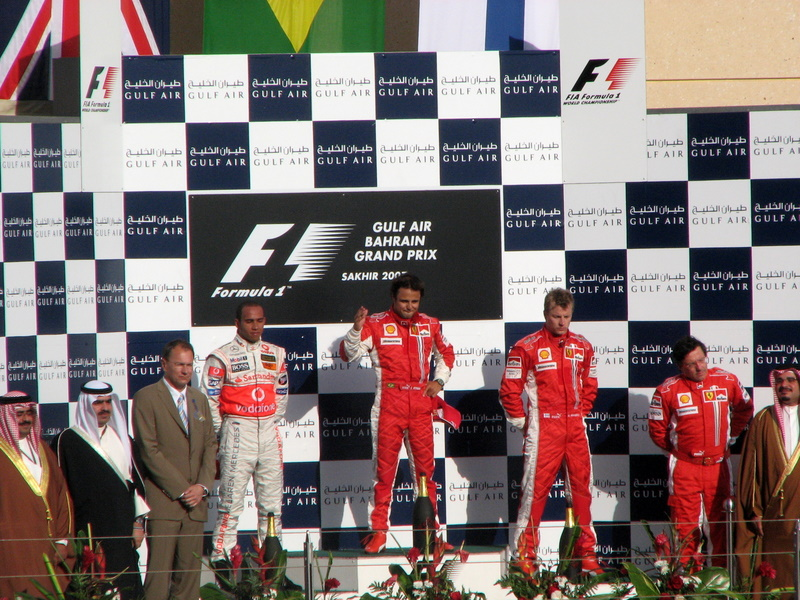
Lewis Hamilton, Felipe Massa, Kimi Räikkönen i Luca Baldisserri na podium po wyścigu

| P                 | + / –     | Nr | Kierowca             | Konstruktor        | Okr. | Czas / Strata | Komentarz             |
| ----------------- | --------- | -- | -------------------- | ------------------ | ---- | ------------- | --------------------- |
| 1                 | Bez zmian | 5  | Felipe Massa         | Ferrari            | 57   | 1h33:27.515   |                       |
| 2                 | Bez zmian | 2  | Lewis Hamilton       | McLaren-Mercedes   | 57   | +0:02.360     |                       |
| 3                 | Bez zmian | 6  | Kimi Räikkönen       | Ferrari            | 57   | +0:10.839     |                       |
| 4                 | 1         | 9  | Nick Heidfeld        | BMW Sauber         | 57   | +0:13.831     |                       |
| 5                 | 1         | 1  | Fernando Alonso      | McLaren-Mercedes   | 57   | +0:14.426     |                       |
| 6                 | Bez zmian | 10 | Robert Kubica        | BMW Sauber         | 57   | +0:45.529     |                       |
| 7                 | 2         | 12 | Jarno Trulli         | Toyota             | 57   | +1:21.371     |                       |
| 8                 | 1         | 3  | Giancarlo Fisichella | Renault            | 57   | +1:21.701     |                       |
| 9                 | 3         | 4  | Heikki Kovalainen    | Renault            | 57   | +1:29.411     |                       |
| 10                | Bez zmian | 16 | Nico Rosberg         | Williams-Toyota    | 57   | +1:29.916     |                       |
| 11                | Bez zmian | 17 | Alexander Wurz       | Williams-Toyota    | 56   | +1 okr.       |                       |
| 12                | 2         | 11 | Ralf Schumacher      | Toyota             | 56   | +1 okr.       |                       |
| 13                | 2         | 8  | Rubens Barichello    | Honda              | 56   | +1 okr.       |                       |
| 14                | 8         | 21 | Christijan Albers    | Spyker-Ferrari     | 55   | +2 okr.       |                       |
| 15                | 5         | 20 | Adrian Sutil         | Spyker-Ferrari     | 53   | +4 okr.       |                       |
| 16                | 3         | 23 | Anthony Davidson     | Super Aguri-Honda  | 51   | +6 okr.       | silnik                |
| Niesklasyfikowani |           |    |                      |                    |      |               |                       |
|                   |           | 14 | David Coulthard      | Red Bull-Renault   | 41   |               | skrzynia biegów       |
|                   |           | 15 | Mark Webber          | Red Bull-Renault   | 36   |               | półoś napędowa        |
|                   |           | 22 | Takuma Satō          | Super Aguri-Honda  | 34   |               | silnik                |
|                   |           | 18 | Vitantonio Liuzzi    | Toro Rosso-Ferrari | 26   |               | hydraulika            |
|                   |           | 7  | Jenson Button        | Honda              | 0    |               | kolizja z Coulthardem |
|                   |           | 19 | Scott Speed          | Toro Rosso-Ferrari | 0    |               | kolizja z Sutilem     |
| P                 | + / –     | Nr | Kierowca             | Konstruktor        | Okr. | Czas / Strata | Komentarz             |

### Najszybsze okrążenie
| Nr | Kierowca     | Konstruktor | Czas     | Okr.    |
| -- | ------------ | ----------- | -------- | ------- |
| 5  | Felipe Massa | Ferrari     | 1:28.947 | {{{6}}} |

## Lista startowa
| Nr | Kierowca             | Zespół                      | Samochód         | Silnik                       | Opony |
| -- | -------------------- | --------------------------- | ---------------- | ---------------------------- | ----- |
| 1  | Fernando Alonso      | Vodafone McLaren Mercedes   | McLaren MP4-22   | Mercedes-Benz FO108T 2,4l V8 | B     |
| 2  | Lewis Hamilton       | Vodafone McLaren Mercedes   | McLaren MP4-22   | Mercedes-Benz FO108T 2,4l V8 | B     |
| 3  | Giancarlo Fisichella | ING Renault F1 Team         | Renault R27      | Renault RS27 2,4l V8         | B     |
| 4  | Heikki Kovalainen    | ING Renault F1 Team         | Renault R27      | Renault RS27 2,4l V8         | B     |
| 5  | Felipe Massa         | Scuderia Ferrari Marlboro   | Ferrari F2007    | Ferrari 056 2,4l V8          | B     |
| 6  | Kimi Räikkönen       | Scuderia Ferrari Marlboro   | Ferrari F2007    | Ferrari 056 2,4l V8          | B     |
| 7  | Jenson Button        | Honda Racing F1 Team        | Honda RA107      | Honda RA807E 2,4l V8         | B     |
| 8  | Rubens Barrichello   | Honda Racing F1 Team        | Honda RA107      | Honda RA807E 2,4l V8         | B     |
| 9  | Nick Heidfeld        | BMW Sauber F1 Team          | BMW Sauber F1.07 | BMW P86/7 2,4l V8            | B     |
| 10 | Robert Kubica        | BMW Sauber F1 Team          | BMW Sauber F1.07 | BMW P86/7 2,4l V8            | B     |
| 11 | Ralf Schumacher      | Panasonic Toyota Racing     | Toyota TF107     | Toyota RVX-07 2,4l V8        | B     |
| 12 | Jarno Trulli         | Panasonic Toyota Racing     | Toyota TF107     | Toyota RVX-07 2,4l V8        | B     |
| 14 | David Coulthard      | Red Bull Racing             | Red Bull RB3     | Renault RS27 2,4l V8         | B     |
| 15 | Mark Webber          | Red Bull Racing             | Red Bull RB3     | Renault RS27 2,4l V8         | B     |
| 16 | Nico Rosberg         | AT&T Williams               | Williams FW29    | Toyota RVX-07 2,4l V8        | B     |
| 17 | Alexander Wurz       | AT&T Williams               | Williams FW29    | Toyota RVX-07 2,4l V8        | B     |
| 18 | Vitantonio Liuzzi    | Scuderia Toro Rosso         | Toro Rosso STR2  | Ferrari 056 2,4l V8          | B     |
| 19 | Scott Speed          | Scuderia Toro Rosso         | Toro Rosso STR2  | Ferrari 056 2,4l V8          | B     |
| 20 | Adrian Sutil         | Etihad Aldar Spyker F1 Team | Spyker F8-VII    | Ferrari 056 2,4l V8          | B     |
| 21 | Christijan Albers    | Etihad Aldar Spyker F1 Team | Spyker F8-VII    | Ferrari 056 2,4l V8          | B     |
| 22 | Takuma Satō          | Super Aguri F1              | Super Aguri SA07 | Honda RA807E 2,4l V8         | B     |
| 23 | Anthony Davidson     | Super Aguri F1              | Super Aguri SA07 | Honda RA807E 2,4l V8         | B     |
| Nr | Kierowca             | Zespół                      | Samochód         | Silnik                       | Opony |

## Klasyfikacja po wyścigu

### Kierowcy
| P                 | +/− | Kierowca             | Starty | Punkty | P1 | P2 | P3 | PP | NO | NS |
| ----------------- | --- | -------------------- | ------ | ------ | -- | -- | -- | -- | -- | -- |
| 1                 | 0   | Fernando Alonso      | 3      | 22     | 1  | 1  | -  | -  | -  | -  |
| 2                 | 0   | Kimi Räikkönen       | 3      | 22     | 1  | -  | 2  | 1  | 1  | -  |
| 3                 | 0   | Lewis Hamilton       | 3      | 22     | -  | 2  | 1  | -  | 1  | -  |
| 4                 | +2  | Felipe Massa         | 3      | 17     | 1  | -  | -  | 2  | 1  | -  |
| 5                 | −1  | Nick Heidfeld        | 3      | 15     | -  | -  | -  | -  | -  | -  |
| 6                 | −1  | Giancarlo Fisichella | 3      | 8      | -  | -  | -  | -  | -  | -  |
| 7                 | +1  | Jarno Trulli         | 3      | 4      | -  | -  | -  | -  | -  | -  |
| 8                 | +12 | Robert Kubica        | 3      | 3      | -  | -  | -  | -  | -  | 1  |
| 9                 | −2  | Nico Rosberg         | 3      | 2      | -  | -  | -  | -  | -  | 1  |
| 10                | 0   | Heikki Kovalainen    | 3      | 1      | -  | -  | -  | -  | -  | -  |
| 11                | −2  | Ralf Schumacher      | 3      | 1      | -  | -  | -  | -  | -  | -  |
| 12                | −1  | Alexander Wurz       | 3      | -      | -  | -  | -  | -  | -  | 1  |
| 13                | −1  | Mark Webber          | 3      | -      | -  | -  | -  | -  | -  | 1  |
| 14                | −1  | Rubens Barrichello   | 3      | -      | -  | -  | -  | -  | -  | -  |
| 15                | 0   | Takuma Satō          | 3      | -      | -  | -  | -  | -  | -  | 1  |
| 16                | −2  | Jenson Button        | 3      | -      | -  | -  | -  | -  | -  | 1  |
| 17                | N   | Christijan Albers    | 3      | -      | -  | -  | -  | -  | -  | 2  |
| 18                | −1  | Scott Speed          | 3      | -      | -  | -  | -  | -  | -  | 2  |
| 19                | −3  | Vitantonio Liuzzi    | 3      | -      | -  | -  | -  | -  | -  | 1  |
| 20                | −1  | Adrian Sutil         | 3      | -      | -  | -  | -  | -  | -  | 1  |
| 21                | −3  | Anthony Davidson     | 3      | -      | -  | -  | -  | -  | -  | -  |
| Niesklasyfikowani |     |                      |        |        |    |    |    |    |    |    |
|                   |     | David Coulthard      | 3      | -      | -  | -  | -  | -  | -  | 3  |
| P                 | +/− | Kierowca             | Starty | Punkty | P1 | P2 | P3 | PP | NO | NS |

### Konstruktorzy
| P  | +/− | Konstruktor        | Starty | Punkty | P1 | P2 | P3 | PP | NO | NS |
| -- | --- | ------------------ | ------ | ------ | -- | -- | -- | -- | -- | -- |
| 1  | 0   | McLaren-Mercedes   | 6      | 44     | 1  | 3  | 1  | -  | 1  | -  |
| 2  | 0   | Ferrari            | 6      | 39     | 2  | -  | 2  | 3  | 2  | -  |
| 3  | 0   | BMW Sauber         | 6      | 18     | -  | -  | -  | -  | -  | 1  |
| 4  | 0   | Renault            | 6      | 9      | -  | -  | -  | -  | -  | -  |
| 5  | 0   | Toyota             | 6      | 5      | -  | -  | -  | -  | -  | -  |
| 6  | 0   | Williams-Toyota    | 6      | 2      | -  | -  | -  | -  | -  | 2  |
| 7  | 0   | Red Bull-Renault   | 6      | -      | -  | -  | -  | -  | -  | 4  |
| 8  | 0   | Honda              | 6      | -      | -  | -  | -  | -  | -  | 1  |
| 9  | 0   | Super Aguri-Honda  | 6      | -      | -  | -  | -  | -  | -  | 1  |
| 10 | +1  | Spyker-Ferrari     | 6      | -      | -  | -  | -  | -  | -  | 3  |
| 11 | −1  | Toro Rosso-Ferrari | 6      | -      | -  | -  | -  | -  | -  | 3  |
| P  | +/− | Konstruktor        | Starty | Punkty | P1 | P2 | P3 | PP | NO | NS |

### Prowadzenie w wyścigu
| Nr                              | Kierowca       | Okrążenia          | Suma |
| ------------------------------- | -------------- | ------------------ | ---- |
| 5                               | Felipe Massa   | 1-21, 24-40, 45-57 | 51   |
| 2                               | Lewis Hamilton | 41-44              | 4    |
| 6                               | Kimi Räikkönen | 22-23              | 2    |
| \| Wykres \| \| ------ \| \| \| |                |                    |      |
| Wykres                          |                |                    |      |
|                                 |                |                    |      |